# Віялові вимкнення

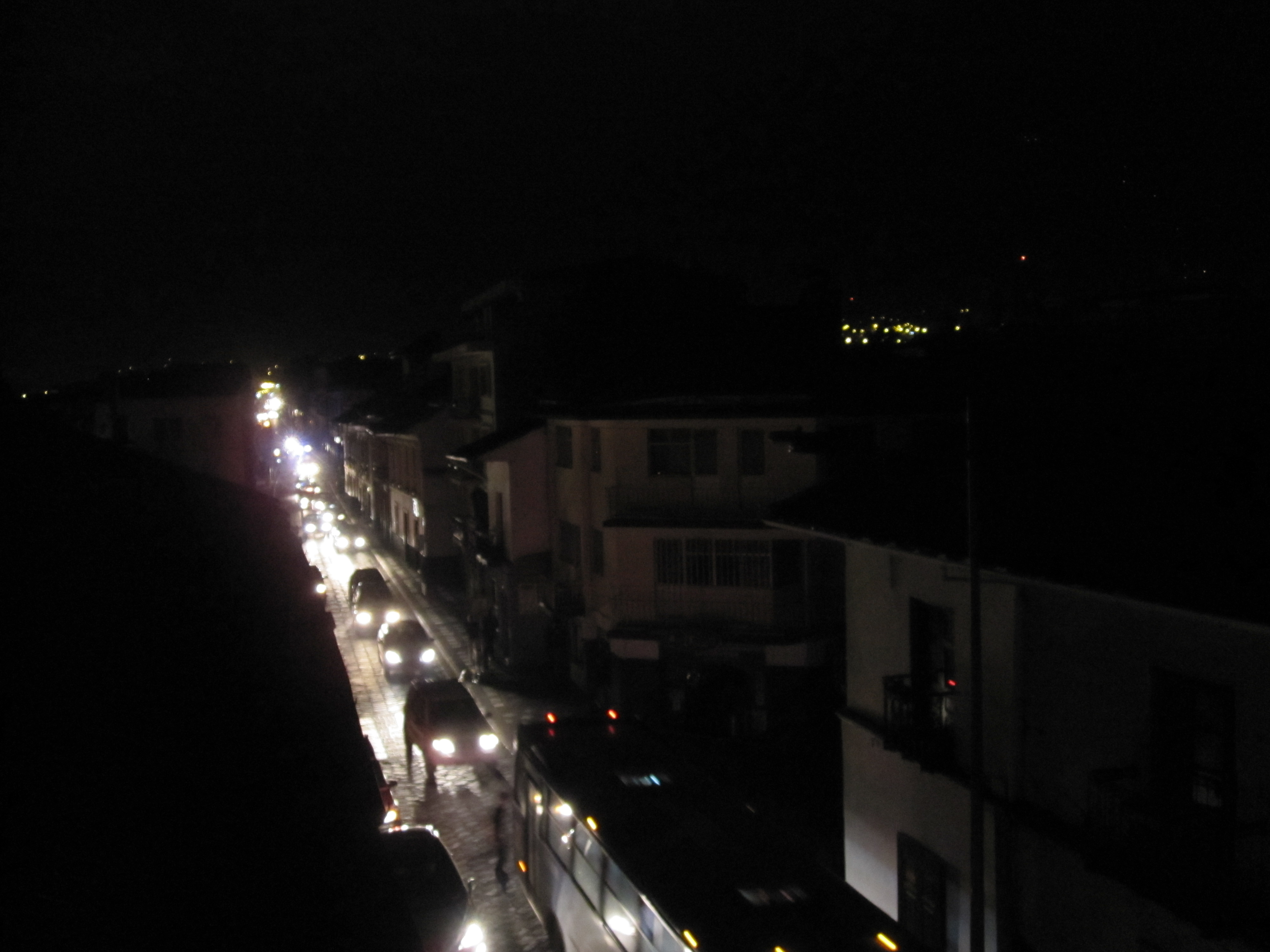
Віялові вимкнення електроенергії у вечірній час в Еквадорі. У наслідок посухи у 2009-му, на місцевих ГЕС був недостатній рівень води щоби забезпечити вечірнє пікове споживання

Ві́ялові вимкнення — почергові або погрупові від'єднання (за допомогою комутаційних апаратів) споживачів від електромережі задля обмеження навантаження на енергосистему, що сприяє її частотному розвантаженню, рідше — температурному розвантаженню обладнання підстанцій або ліній електропередач. 

## Вступ
Віялові вимкнення застосовуються як остання ланка захисту від розсинхронізації енергосистеми, утворення лавини зміни частоти та запобігання системних аварій, на відновлення яких в енергосистемі можуть піти довгі дні. Причини віялових вимкнень — непередбачені або атипові пікові потреби споживачів, відсутність або тимчасова недоступність відповідної пікової генерації електроенергії, недостатня потужність електростанцій або пропускна здатність ліній електропередавання, незадовільне керування енергосистемою, часткове пошкодження складових мережі (наприклад військовими діями, аваріями) — отже частковими вимкненнями, запобігається перенавантаження робочої частини мережі.
Віялові вимкнення електроенергії можуть проводитись з повідомленням графіку для населення, за якого подавання напруги припиняється на неперекривні проміжки часу в різних частинах розподільної мережі, відповідно до планів з вивільнення потужності. Вони можуть бути як разовими за піковий період годин, так і багаторазовими. Заради уникнення віялових вимкнень, може проводитись роз'яснювальна робота з населенням, щодо добровільного обмеження електроспоживання у пікові вечірні та вранішні години та застосовуватись керування навантаженням.

## Фізика явища
Особливість електрогенерації та постачання потужності змінним струмом у тому, що кількість виробленої електроенергії має приблизно завжди відповідати кількості спожитої — її зазвичай не можна скласти «на потім» у промислових масштабах і за цим стежить диспетчер енергосистеми. Отже, електроенергія виробляється по мірі споживання, за передбаченою для її споживачів кількістю. 
Слід зазначити, що постійний струм не має такої вади, але з низки інших вагомих причин, нині (2020-і) він майже не застосовується у розподілі електроенергії. Наприклад, станом на 2015 рік високовольтні вимикачі постійного струму все ще були предметом досліджень. Такі вимикачі були б корисними для з’єднання систем передавання HVDC.
Змінний струм виробляється на електростанціях зазвичай турбогенераторами, за рахунок обертальних потужностей — турбін, які містяться на одному валу з генераторами струму. Турбіна обертається потужними потоками водяної пари з котлів (так відбувається на ТЕС, ТЕЦ, АЕС) або просто водою (ГЕС, ГАЕС). Носій механічної енергії — вода або пара, вдаряючи по лопатках турбіни, починають її з часом обертати. Промислові турбіни потребують попереднього розкручування побічною електроенергією. Турбіна, яка вийшла на номінальну швидкість своїх обертань, далі підтримується потоком водяної пари або води та згодом самостійно обертає генератор. Швидкість обертання двох з'єднаних машин зумовлює виробництво струму з приблизною частотою 50Гц. Залежно від будови генератора, частоту у 50 Герц можна виробити різними типовими швидкостями. Наприклад, для отримання 50Гц двополюсному генератору потрібно робити ~3000 обертів на хвилину. У разі застосування багатополюсних генераторів, достатньо зниженої кількості обертань валу для одержання синусоїди у 50Гц — це знайшло своє застосування в греблях гідроелектростанцій де немає подібних швидкостей обертання гідротурбіни як від водяної пари під тиском в ТЕС чи АЕС, через це, наприклад історично склалась ще одна поширена промислова частота струму у 25Гц, від гідротурбін. Струм має низьку періодичність, і звичайна лампа розжарення матиме помітне мерехтіння, проте такий вид струму став використовуватись для електрифікації залізничного сполучення — у деяких країнах застосовується подібний стандарт струму і понині.

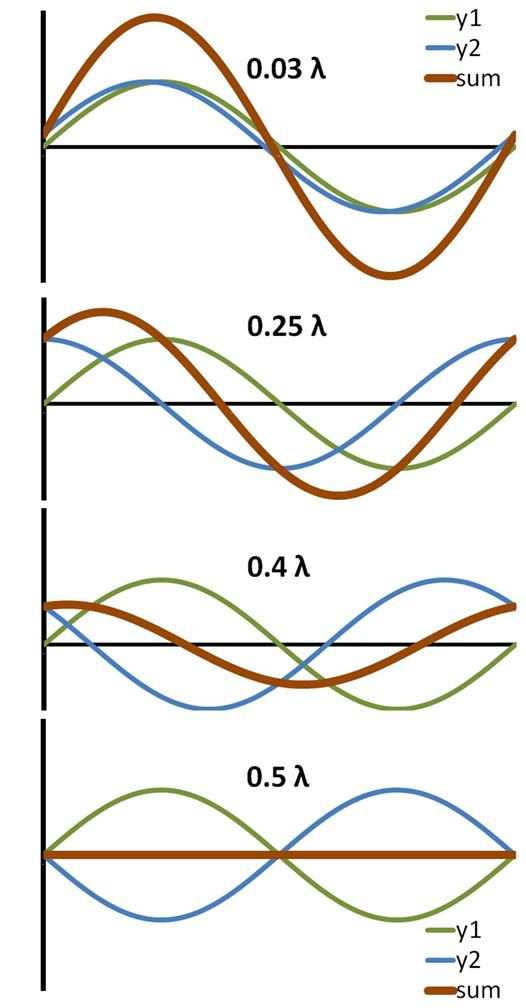
Представлення лише однієї фази для прикладу. Зелена та синя синусоїди — однойменна фаза, але від різних джерел генерації. У разі їх зміщення, вони гасять одна одну. Коричнева лінія — підсумковий корисний струм, який можна взяти з цієї фази. Умовно незначне зміщення на верхньому малюнку (сповільнення генератора) не є загрозливим.

Більшість базової та маневрової електричної потужності, виробляється саме синхронними турбогенераторами. Створене споживачами струмове навантаження на обмотки генератора, сповільнює вал генератора та турбіни, що понижує частоту виробленого електричного струму, наприклад, до 49.5Гц. Слід зазначити, що такий процес зворотній, і зменшення навантаження на генератор, дозволяє турбіні розкручуватись швидше, що приводить до збільшення частоти, наприклад, до 50,1Гц. 
Обидва явища, як зниження частоти так і підвищення частоти є загрозливими для енергосистеми, оскільки створюється становище, коли по різні боки магістральних ліній можуть бути виробники електроенергії, синусоїда електричного струму яких може не збігатися, бути у різній мірі непередбачено зміщеною. Струм, який несинхронізований між різними виробниками, припиняє нести корисне навантаження для споживачів та починає гаситись іншофазним струмом від іншого виробника. У змодельованих лабораторних умовах без захисту, два однакових генератори, які з'єднані та працюють несинхронно (у повній протифазі кожної із трьох фаз, як приклад) спричинять розігрівання провідника, який їх з'єднує, обвиток генератора, без можливості зняти корисну напругу споживачем. Для запобігання такого, у деяких сценаріях захисту, великі виробники електроенергії можуть миттєво роз'єднуватись між собою, зокрема автоматикою, що призводить до розподілення енергосистеми на острівці, тобто її частини починають працювати на власній частоті, коли вона може бути однаковою, але за фазою не збігатися — об'єднання таких частин енергосистеми, запуск аварійно зупинених виробників та вихід їх на синхронний режим, є забарним у часі, тож для захисту від таких подій застосовують різноманітні розвантажувальні вимкнення. 
Потужні виробники електроенергії в енергосистемі (АЕС та ТЕС) виступають регуляторами частоти, їх взаємне об'єднання магістральними мережами є запорукою сталої частоти. Різно-віддаленість виробників в енергосистемі, зміна конфігурацій та довжин ліній внаслідок перемикання, впливає на збіг синусоїд, для корекції та узгодженості чого, можуть використовувати фазозміщувальні трансформатори. Частина потужності в енергосистемах, взагалі видається у вигляді постійного струму, яка конвертується у синтетичні синусоїди, вироблені інверторами сонячних станцій, чи вставок постійного струму — для виходу на синхронну роботу з рештою мережі, вони потребують зразкового джерела зовнішнього струму.

## Періодичність
Почергові вимкнення електроенергії, є заходом регуляції попиту на електроенергію, якщо можливості електропостачання у мережі обмежені, або виникло аварійне становище в енергосистемі. Розвантажувальні вимкнення можуть бути як передбачуваними залежно від типового попиту у заданий час доби, температури, пори року, вихідних/робочих днів так і непередбаченими (аварійними). Віялові вимкнення електроенергії можуть бути зосереджені в певній частині електромережі, або вони можуть охоплювати і зачіпати цілі країни.

### У країнах, що розвиваються
Періодичні вимкнення електроенергії — звичайне або навіть звичне повсякденне явище в багатьох країнах, котрі розвиваються, де потужності з вироблення електроенергії, недостатньо фінансуються або інфраструктура погано керується. В добре керованих системах та з недостатньою пропускною спроможністю, вимкнення плануються заздалегідь і оголошуються, щоби люди могли пристосуватися, але в більшості випадків, вони відбуваються без попередження, здебільшого, коли частота в електромережі падає нижче «безпечної» межі.

### У розвинених країнах

#### США
Енергетична криза в Каліфорнії в 2000—2001 роках, також відома як енергетична криза на заході США в 2000 і 2001 роках, була подією, коли в американському штаті Каліфорнія виникла нестача електроенергії, викликана ринковими маніпуляціями і обмеженням роздрібних цін на електроенергію. Штат, ВВП якого, станом на 2018 рік, перевищував, для прикладу, ВВП Російської Федерації, постраждав від численних великомасштабних вимкнень електроенергії, коли збанкрутувала одна з найбільших енергетичних компаній штату, а економічні наслідки дуже підірвали авторитет губернатора.
Посуха, затримка із затвердженням нових електростанцій і непрозорі дії на ринку, призвели до скорочення пропозиції. Це обумовило збільшення гуртових цін на 800 % з квітня 2000 по грудень 2000. Водночас, тривалі вимкнення електроенергії погано позначилися на багатьох підприємствах, що залежали від надійного електропостачання, і завдали незручностей багатьом роздрібним споживачам.
Встановлена генерувальна потужність Каліфорнії складала тоді 45 ГВт. На мить вимкнення електроенергії попит становив 28 ГВт. Енергетичні компанії, насамперед Enron, спровокували розрив між попитом і пропозицією, щоби створити штучну нестачу електроенергії. Торговці енергоносіями вимикали електростанції для обслуговування в дні пікового попиту, щоби підняти ціну. Отже, трейдери могли продавати електроенергію за завищеною ціною, яка інколи в 20 разів перевищувала її нормальну вартість. Оскільки уряд штату, встановив обмеження на роздрібну плату за електроенергію, це шахрайство на ринку призвело до скорочення прибутків галузі, що довело до банкрутства Pacific Gas and Electric Company (PG & E) і майже до банкрутства Southern California Edison на початку 2001 року.

#### Австралія
У липні 2021 року, австралійська мережева компанія Ausgrid, попередила про планове вимкнення електроенергії, яке триватиме від 4 до 27 годин, оскільки наступного тижня компанія мусила проводити важливі роботи з технічного обслуговування електромережі. Головний клієнтський директор Ausgrid, повідомив: Це вимкнення електроенергії було сплановано задовго до того, як Сідней оголосив про своє «закриття». Він також визнав, що час вимкнення електроенергії був не найкращим (довідка: у липні в Австралії зима, у середньому +12°C), але якщо передбачене обслуговування енергомережі затримається, це призведе до більших проблем. Отже коли з якоїсь причини, енергетична компанія не проведе технічне обслуговування з цілковитим вимкненням електроенергії, джерела живлення можуть опинитися під загрозою, що призведе до несподіваних знеструмлень, котрі триватимуть довше цієї зими.

#### Україна
В Україні, через страйки шахтарів, руйнування вугільної галузі у 1991—1996 роках, приховану приватизацію енергетичних підприємств та бартер в енергетиці (навіть атомні електростанції отримували ядерне паливо для реакторів по бартеру), наприкінці 1990-х років відбувалися часті (щоденні за графіком) віялові вимкнення електроенергії по всій енергосистемі держави.
Загроза віялових вимкнень існувала і 2016 року, коли ставалися перебої (зокрема внаслідок блокади окупованих територій Донецької та Луганської областей активістами) з постачанням антрациту на теплоелектростанції з українських шахт, розташованих на тимчасово окупованих Російською Федерацією, теренах Донбасу.

##### Російське вторгнення у лютому 2022 року

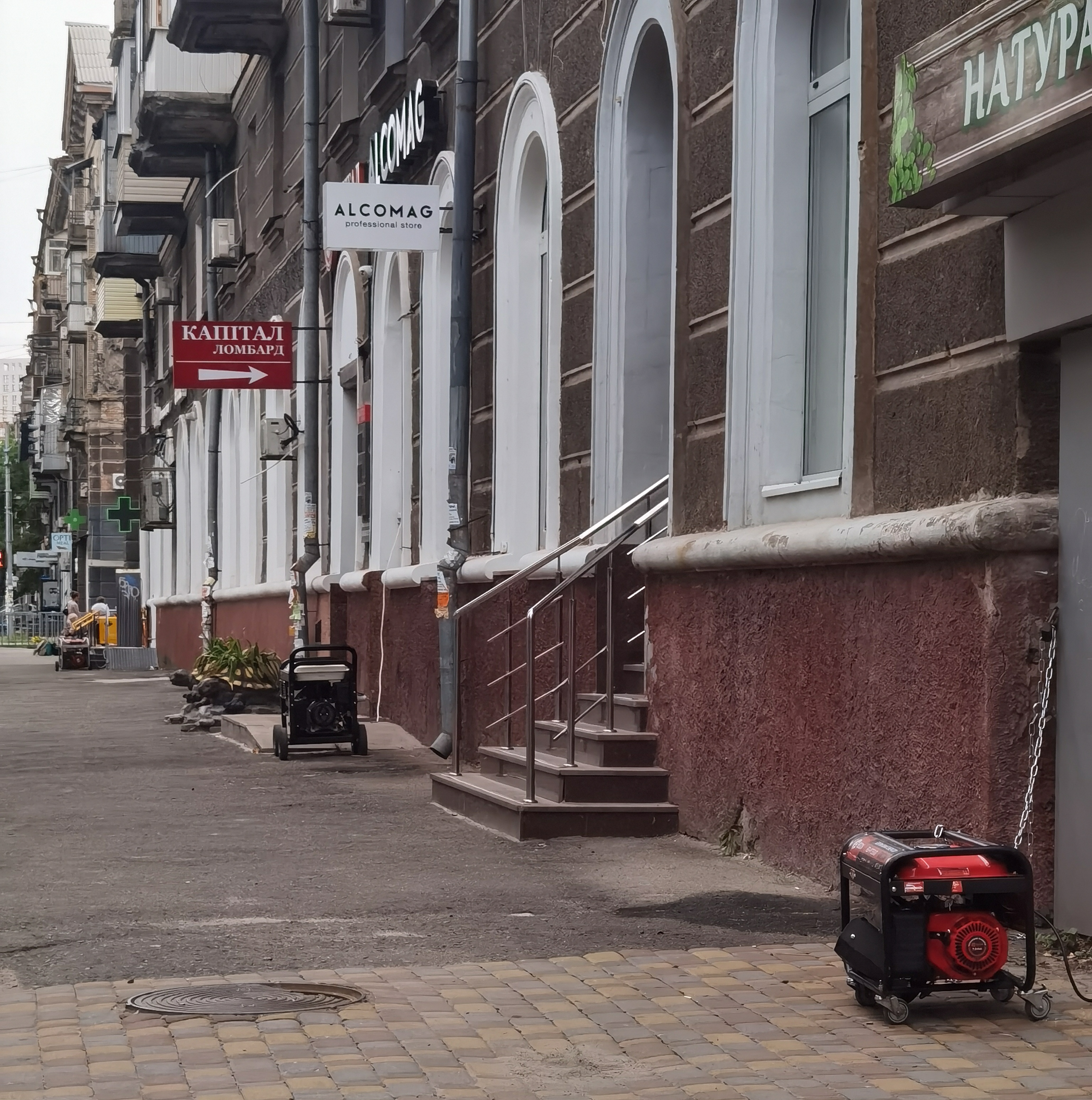
Генератори на вулиці Дніпра під час віялових вимкнень у липні 2024 р.

Через розв'язану Російською Федерацією війну проти України та навмисні ракетні обстріли російськими військами енергетичного устаткування України (вугільних електростанцій, ТЕЦ, гідроелектростанцій, трансформаторних підстанцій, ЛЕП) на початку жовтня 2022 року, в українській енергетичній системі сталися збої в електропостачанні. Повторні ракетні обстріли РФ цивільної енергетичної інфраструктури, призвели до аварійних вимкнень електроенергії майже по всій країні. Вже на початку листопада, на заході України почали застосовувати графіки віялових вимкнень електроенергії, але згодом українським енергетикам вдалося полагодити велику частину обладнання. Подальші ворожі ракетні обстріли 23 листопада — по Україні було випущено приблизно 90 крилатих ракет (72 збито українською ППО) і нестаток запасного електрообладнання (навіть у світі — особливо силових трансформаторів великої потужності), спричинили ще значніше погіршення становища в енергосистемі і непланових вимкнень напруги по всій країні. Через загальну нестачу електроенергії у мережі обсягом майже в 30% (зокрема пов'язану із зимовим похолоданням), 29 листопада у «ДТЕК Мережі» що працює у Києві та області, на Дніпропетровщині та Донеччині, підтвердили можливе вмикання електроенергії споживачам, всього по 5-6 годин на добу.. 27 грудня, по місту Одеса та по всій Одеській області, як і по всій країні, введено в дію стабілізаційні графіки відключення (деталі) електроенергії. Таку заяву напередодні оприлюднили в ДТЕК«Одеські електромережі». 

### Єгипет
Влітку 2023 року під час безпрецедентної спеки, що вразила країну, уряд Єгипту оголосив, що почнуться планові відключення електроенергії у всіх великих містах на 1 годину щодня, доки не закінчаться теплові хвилі. Однак відключення світла тривали протягом зими і були збільшені до 2 годин на день. Влітку 2024 року температура підвищилася ще вище, і розклад змінився на 3 години щодня з повідомленнями про незаплановані відключення в Александрії, Каїрі та інших містах, де в деяких місцях електрика була відключена до 6 годин протягом 3 днів поспіль.

## Скидання навантаження
Скидання навантаження — це вимкнення мережевого навантаження для керування загальним споживанням в електромережі. Оскільки це, здебільшого, незапланована подія, вимкнення запускається автоматичними пристроями, такими як захист мережі, коли досягаються певні попередньо задані виміряні значення, і виконується в автоматичному режимі шляхом розмикання автоматичних вимикачів на підстанціях. Для ділянок мережі, підданих скиданню навантаження, і приєднаних до них споживачів, цей захід призводить до вимкнення електроенергії.
В особливих випадках, наприклад, у разі повторної синхронізації окремих, більших складових мережі, скидання навантаження також може запускатися вручну центрами керування.
Скидання навантаження — це остаточний можливий захід для запобігання загрози повного краху взаємозалежної мережі або її частини, який використовується для стабілізації сегментів мережі що залишилися. Правила скидання навантаження встановлюються операторами відповідних регіональних мереж.
Критерії та причини скидання навантаження:
- Знижена частота
- Знижена напруга внаслідок регіонального перевантаження енергомережі
- Перегрів устаткування, такого як силові кабелі або трансформатори

Хоча скидання навантаження в енергосистемі, спочатку здійснює прямий вплив на споживачів у вигляді місцевих вимкнень електроенергії, відсутність споживачів також, може мати наслідки для самих виробників електроенергії.

## Наслідки
Переривчастий доступ до електрики, створює серйозні економічні перешкоди для підприємств, які несуть збитки у вигляді втрати ресурсів, зниження репутації або скорочення виробництва, якщо електричне обладнання, наприклад холодильне, освітлювальне чи машинне, раптово припиняє працювати. Підприємства в районах, де постійно трапляються вимкнення електроенергії, можуть вкладати кошти в допоміжне виробництво електроенергії, щоб уникнути цих витрат, але резервне живлення само собою є видатками, оскільки генератори треба купувати і обслуговувати, а пальне для них потрібно постійно поповнювати.

## Типи відключень
- Аварійні відключення відбуваються коли виходить з ладу якийсь елемент енергетичної інфраструктури. Вони можуть бути: 
  - Екстреними, вони можуть відбуватися у випадку, якщо буде пошкоджено чи зруйновано об'єкти енергетичної інфраструктури внаслідок обстрілів під час повномасштабного вторгнення або з інших причин;
  - Локальними коли енергомережі на конкретній обмеженій території виходять з ладу;
- Стабілізаційні відключення відбуваються для балансування роботи енергосистеми. Це відбувається, коли обсяг генерації стає менший, за обсяг споживання, або інфраструктура настільки пошкоджена, що не може передавати споживачам необхідну потужність. Під час ремонту енергооб'єктів постачання світла споживачам обмежується.